# Силва, Леонардо
Леонардо Силва (порт. Leonardo Fabiano da Silva e Silva; род. 22 июня 1979 года в Рио-де-Жанейро) — бразильский футболист, выступавший на позиции защитника. Наиболее известен по выступлениям за «Атлетико Минейро», с которым в 2013 году завоевал первый в истории клуба Кубок Либертадорес.

## Биография
Леонардо Силва является воспитанником академии клуба «Америка» из Рио-де-Жанейро, где и начал профессиональную карьеру в 1997 году. В 2002 году перешёл в столичную команду «Бразильенсе», с которой выиграл Серию C чемпионата Бразилии и чемпионат Федерального округа. Отыграв в 2004 году один сезон за «Баию», в 2005 году Силва перешёл в «Палмейрас». Однако выступал за «Зелёных» он фактически лишь один год — в 2006—2008 гг. Силва постоянно отдавался в аренду в другие клубы, включая вояж на один сезон в Объединённые Арабские Эмираты. В 2008 году Силва выиграл с «Виторией» чемпионат штата Баия.
В 2009 году контракт Леонардо Силвы с «Палмейрасом» завершился и защитник перешёл в «Крузейро», с которым сразу же стал чемпионом штата Минас-Жерайс. В 2011 году Силва перешёл в стан принципиального соперника «Лис», «Атлетико Минейро». С «Галос» он ещё дважды становился чемпионом штата, а в 2013 году завоевал Кубок Либертадорес. В ответном финале этого турнира Леонардо Силва стал одним из героев — на 86-й минуте он забил гол головой после подачи с правого фланга. Счёт стал 2:0, что позволило «Атлетико» перевести матч в дополнительное время. Команды больше не забивали голов и для определения победителя потребовалась серия пенальти. Силва бил четвёртым по счёту, но удар Роналдиньо не потребовался, поскольку Матиас Хименес не сумел переиграть вратаря бразильцев Виктора. Таким образом, в ответном финале защитник Леонардо Силва стал автором второго гола и решающего пенальти в послематчевой серии.
По окончании сезона 2019 Леонардо Силва объявил о завершении карьеры.
Леонардо Силва не выступал за национальную сборную Бразилии, однако привлекался в её состав и даже выиграл в 2012 году трофей — Кубок Рока. Силва приехал в составе сборной на ответный матч против Аргентины в Буэнос-Айрес, но на поле не выходил.

## Титулы и достижения
Командные
- Чемпион штата Минас-Жерайс (5): 2009, 2012, 2013, 2015, 2017
- Чемпион штата Баия (1): 2008
- Чемпион Федерального округа (1): 2002
- Чемпион Кубка Бразилии: 2014
- Чемпион бразильской Серии C (1): 2002
- Обладатель Кубка Либертадорес: 2013
- Обладатель Кубка Рока: 2012

Личные
- Участник символической сборной Лиги Минейро (1): 2012
- Лучший защитник чемпионата Бразилии по версии Globo и КБФ (1): 2012
- Участник символической сборной чемпионата Бразилии по версии Placar (1): 2012